# Wallendorf (Luppe)
Wallendorf (Luppe) è una frazione del comune tedesco di Schkopau, nella Sassonia-Anhalt.

## Storia
Wallendorf costituì un comune autonomo fino al 31 dicembre 2009.